# Das (wyspa)
Das – wyspa na Zatoce Perskiej, należąca do emiratu Abu Zabi, wchodzącego w skład Zjednoczonych Emiratów Arabskich.
Wyspa Das ma powierzchnię ok. 3 km².